# Scottish Division One 1922-1923
La Scottish Division One 1922-1923 è stata la 33ª edizione della massima serie del campionato scozzese di calcio, disputato tra il 15 agosto 1922 e il 28 aprile 1923 e concluso con la vittoria dei Rangers, al loro dodicesimo titolo.
Capocannoniere del torneo è stato Jock White (Hearts) con 30 reti.

## Stagione

### Novità
Raggiunto il format di 20 squadre partecipanti, il numero delle retrocesse fu stabilizzato a due, con due promozioni dalla Scottish Division Two.

## Classifica finale
Fonte:
|  | Pos. | Squadra             | Pt | G  | V  | N  | P  | GF | GS | QR    |
|  | ---- | ------------------- | -- | -- | -- | -- | -- | -- | -- | ----- |
|  | 1.   | Rangers             | 55 | 38 | 23 | 9  | 6  | 67 | 29 | 2,310 |
|  | 2.   | Airdrieonians       | 50 | 38 | 20 | 10 | 8  | 58 | 38 | 1,526 |
|  | 3.   | Celtic              | 46 | 38 | 19 | 8  | 11 | 52 | 39 | 1,333 |
|  | 4.   | Falkirk             | 45 | 38 | 14 | 17 | 7  | 44 | 32 | 1,375 |
|  | 5.   | Aberdeen            | 42 | 38 | 15 | 12 | 11 | 46 | 34 | 1,353 |
|  | 6.   | St. Mirren          | 42 | 38 | 15 | 12 | 11 | 54 | 44 | 1,227 |
|  | 7.   | Dundee              | 41 | 38 | 17 | 7  | 14 | 51 | 45 | 1,133 |
|  | 8.   | Hibernian           | 41 | 38 | 17 | 7  | 14 | 45 | 40 | 1,125 |
|  | 9.   | Raith Rovers        | 39 | 38 | 13 | 13 | 12 | 31 | 43 | 0,721 |
|  | 10.  | Ayr Utd             | 38 | 38 | 13 | 12 | 13 | 43 | 44 | 0,977 |
|  | 11.  | Partick Thistle     | 37 | 38 | 14 | 9  | 15 | 51 | 48 | 1,063 |
|  | 12.  | Hearts              | 37 | 38 | 11 | 15 | 12 | 51 | 50 | 1,020 |
|  | 13.  | Motherwell          | 36 | 38 | 13 | 10 | 15 | 59 | 60 | 0,983 |
|  | 14.  | Morton              | 35 | 38 | 12 | 11 | 15 | 44 | 47 | 0,936 |
|  | 15.  | Kilmarnock          | 35 | 38 | 14 | 7  | 17 | 57 | 66 | 0,864 |
|  | 16.  | Clyde               | 33 | 38 | 12 | 9  | 17 | 36 | 44 | 0,818 |
|  | 17.  | Third Lanark        | 30 | 38 | 11 | 8  | 19 | 40 | 59 | 0,678 |
|  | 18.  | Hamilton Academical | 29 | 38 | 11 | 7  | 20 | 43 | 59 | 0,729 |
|  | 19.  | Albion Rovers       | 26 | 38 | 8  | 10 | 20 | 38 | 64 | 0,594 |
|  | 20.  | Alloa Athletic      | 23 | 38 | 6  | 11 | 21 | 27 | 52 | 0,519 |

Legenda:
      Campione di Scozia.
      Retrocesse in Division Two 1923-1924.
Regolamento:
Due punti a vittoria, uno a pareggio, zero a sconfitta.
A parità di punti, le posizioni in classifica venivano determinate sulla base del quoziente reti.